# Степовое (Васильевский район)
Степовое (укр. Степове) — село, Степногорский поселковый совет, Васильевский район, Запорожская область, Украина.
Код КОАТУУ — 2320955703. Население по переписи 2001 года составляло 118 человек. Население по данным 2019 года составляло 92 человека.

## Географическое положение
Село Степовое находится на расстоянии до 5 км от сёл Малые Щербаки и Пятихатки. Через село проходит автомобильная дорога Т-0812.

## История
- 1921 год — дата основания как хутор Нейкрон.

В 1945 г. Указом ПВС УССР хутор Нейкрон переименован в Степовый.